# 于汝洲
于汝洲（1899年1月30日—1988年3月18日），別號濯瀛。山東省萊陽縣人，出生於吉林省阿城縣。民國37年（1948年）在哈爾濱市選區當選第一屆立法委員

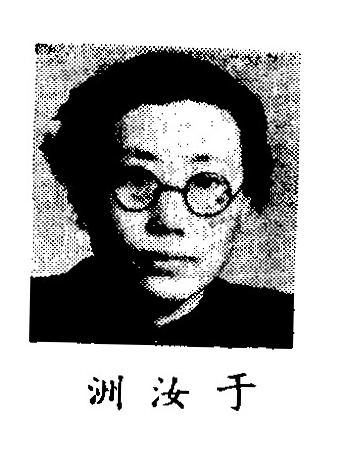
出席制憲國民大會代表時

## 生平[1][2][3][4][5][6]
- 北平協和醫學院肄業
- 上海醫學院肄業
- 上海人和產科學院畢業
- 哈爾濱東三省防疫事務處醫官
- 大黑河防疫醫院醫官兼大黑河警察廳醫官
- 哈爾濱松江產科學校校長
- 松江醫院院長
- 戰時兒童保育會理事
- 宜昌戰時兒童運接站副主任
- 制憲國大代表
- 國民參政員
- 民國37年，當選立法委員
- 憲政實施促進會委員
- 中國國民黨哈爾濱市黨部執行委員
- 中國國民黨哈爾濱市黨部婦女會主任委員
- 松北聯合婦女會委員
- 中華婦女反共聯合會委員
- 中央婦工會指導委員
- 民國77年3月18日病逝[7]